# Ficedula hypoleuca

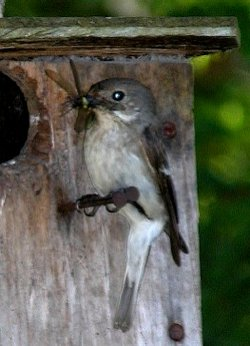
Ficedula hypoleuca (femmina)

La balia nera (Ficedula hypoleuca (Pallas, 1764)) è un uccello appartenente alla famiglia Muscicapidae.

## Descrizione
La balia nera è un uccello lungo 12-13 cm. Ha una apertura alare di 24 cm.
Presenta dimorfismo sessuale. Il maschio è nero sulla parte superiore e bianco sulla parte inferiore, presenta macchie bianche sulle ali, come i lati della coda e una macchia sulla fronte sopra il becco.  In autunno il colore è sostituito da sfumature più grigie. I giovani maschi e le femmine presentano il nero sostituito da un leggero marroncino, leggermente più rossicci sono i maschi, questo le rende molto simile alle altre specie del genere Ficedula. 

## Distribuzione e habitat
La balia nera è un uccello migratore svernante in Africa e nidificante in Europa da aprile e settembre. In Italia nidifica raramente ma è un migratore regolare e non è raro vederlo in primavera e autunno.
Tipico di boschi di conifere e latifoglie, vive nei boschi e nei parchi.

## Biologia

### Alimentazione
Si nutre di insetti, altri invertebrati e frutti. 

### Riproduzione

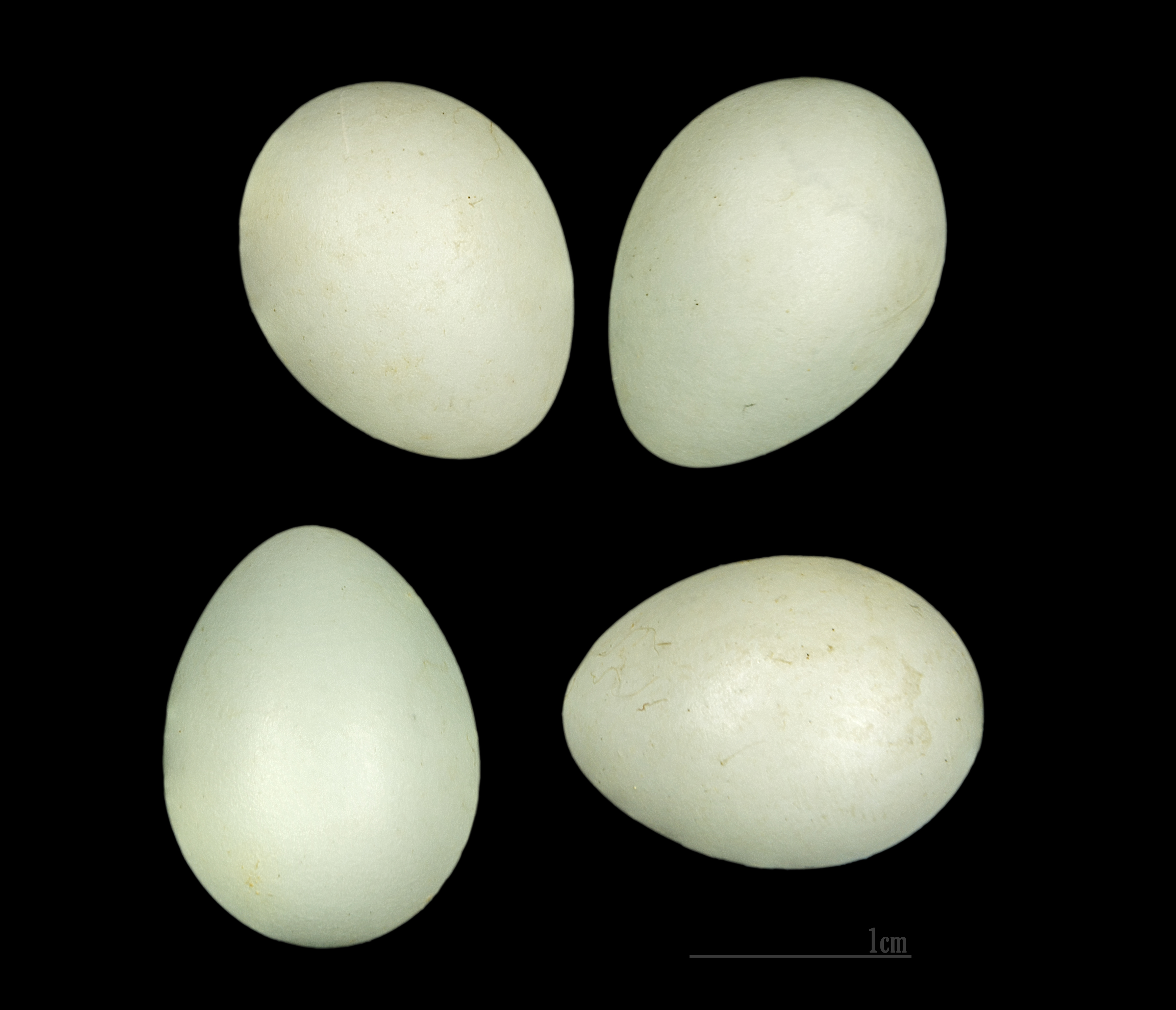
Ficedula hypoleuca

Nidifica negli incavi di alberi ed edifici. Le uova, deposte in numero di 4 o 5, sono di colore azzurrino o verdastro, di colore uniforme o con sottili punteggiature.

## Sistematica
La balia nera ha tre sottospecie:
- Ficedula hypoleuca hypoleuca (Pallas, 1764)
- Ficedula hypoleuca iberiae (Witherby, 1928)
- Ficedula hypoleuca sibirica (Khakhlov, 1915)
- Ficedula hypoleuca tomensis

## Conservazione
Le popolazioni sono in generale diminuzione ma per via dell'ampissimo areale questa specie è classificata come "a rischio minimo".